# Alla dessa minnen – det bästa av Mikael Wiehe
Alla dessa minnen – det bästa av Mikael Wiehe är ett samlingsalbum från 2011 med Mikael Wiehe. Albumet kom i tre skivor. CD nummer ett är en samling från år 1978 till 1998, CD nummer två är en samling från år 1998 till 2010 och CD nummer tre är en samling från andra säsongen av programmet Så mycket bättre som Wiehe medverkade i 2011. Skivan släpptes 18 januari 2012.

## Låtlista

### CD 1: 1978–1998
1. Titanic
2. Allt Vad Jag Begär
3. Flickan Och Kråkan
4. Kom Hem Till Mej
5. Lindansaren
6. Fågel Fenix
7. Hemingwayland
8. Mitt Hjärtas Fågel (med Björn Afzelius)
9. Som En Duva (med Björn Afzelius)
10. Basin Street Blues
11. Som Ett Andetag
12. Ska Nya Röster Sjunga
13. Valet
14. Fristen (med Björn Afzelius)
15. Alla Dessa Minnen
16. Nadja

### CD 2: 1998–2010
1. När Ormen Ömsar Skinn
2. Utan Dej
3. Sevilla
4. Den Jag Kunde Va (till Björn Afzelius)
5. En Sång Till Modet
6. Det Här Är Ditt Land
7. Nu Kan Jag Gå Ut Och Möta Världen
8. Jag Har Vänner
9. Vem Kan Man Lita På?
10. Kärleken Vet
11. 55
12. Det Vackra
13. Var Inte Rädd, Mitt Barn
14. Bara Som Jag Trodde
15. Om Jag Ska Klara Det
16. Du Är Den Enda
17. Kom Nära

### CD 3: Så mycket bättre 2011
1. Blå Blå Känslor
2. Jag Ropar Ditt Namn
3. Om Igen
4. För Att Du Är Här
5. Jag Drar
6. Han Tuggar Kex